# Biruaca
Biruaca é um município da Venezuela localizado no estado de Apure.
A capital do município é a cidade de Biruaca.